# Kadua flynnii
Kadua flynnii är en måreväxtart som först beskrevs av Warren Lambert Wagner och David H. Lorence, och fick sitt nu gällande namn av Warren Lambert Wagner och David H. Lorence. Kadua flynnii ingår i släktet Kadua och familjen måreväxter. Inga underarter finns listade i Catalogue of Life.